# Мтвапа
Мтвапа (англ. Mtwapa) — небольшой город, расположенный на побережье Индийского океана в Кении. Находится примерно в 16 км к северо-востоку от Момбасы на дороге Момбаса-Малинди.
"Mtu wa hapa" на суахили означает: тот, кто живёт среди нас.
В городе проживает большое количество европейских пенсионеров и отдыхающих из таких стран, как Германия, Голландия и Великобритания. Это также место для секс-туризма. Залив поблизости от Мтвапы является отправной точкой для морской рыбалки.

## Население
В таблице показано количество постоянных жителей в городе по годам. 
| \| Год \| Количество жителей \| \| ---- \| ------------------ \| \| 1999 \| 18.397 \| \| 2009 \| 48.426 \| \| 2019 \| 90.677 \| - На улице Мтвапы - На берегу океана вблизи Мтвапы - На берегу около Мтвапы - Причал в заливе Jumba la Mtwana — это место археологических раскопок, расположенное недалеко от Мтвапа на берегу Индийского океана. Старый город датируется четырнадцатым веком. Финальные события в повести Андрея Гусева «Консуммация в Момбасе» происходят в Мтвапе (главы 8, 9 и 10), куда главные герои повести отправляются после венчания в Момбасе и путешествия по Кении. Путеводитель «Мтвапа» в Викигиде (англ.) - Викигид на немецком 1. 2. 3. 4. 5. 6. 7. |                    |
| Год | Количество жителей |
| 1999 | 18.397             |
| 2009 | 48.426             |
| 2019 | 90.677             |